# 승지초등학교
승지초등학교는 대한민국 경기도 시흥시에 있는 공립 초등학교이다.

## 학교 연혁
- 2009년 3월 1일: 개교

## 참고 자료
- 승지초등학교 - 한국교육학술정보원 학교알리미